# Campionato FIA di Formula 3 europea regionale 2021
L'edizione 2021 della Formula Regional European Championship powered by Alpine - certified by FIA è stata la terza della categoria e la prima con la fusione tra Formula Regional European Championship e Formula Renault Eurocup.

## Team iscritti
Sono 16 le squadre che si sono iscritte, mentre 13 sono state preselezionate per affrontare la stagione 2021. Ogni squadra schiererà 3 vetture, con una quarta vettura opzionale per una pilota donna.
I team preselezionati sono: Arden Motorsport, ART Grand Prix, Bhaitech Racing, DR Formula, FA Racing, JD Motorsport, KIC Motorsport, Monolite Racing, MP Motorsport, M2 Competition, Prema Powerteam, R-ace GP e Van Amersfoort Racing.
A seguito di un'altra scrematura, effettuata il 25 febbraio, il team M2 Competition è stato escluso dall'entry list finale, con i team che sono passati ad essere 12.. L'otto marzo il team G4 Racing prende il posto del team Bhaitech Racing.

## Format di gara
Ci saranno due gare, una al sabato ed una la domenica: il venerdì si disputeranno due sessioni di prove libere della durata di 50 minuti, il sabato si svolgerà la sessione di qualifiche che determinerà la griglia di partenza di Gara 1, mentre la domenica ci sarà un'altra sessione di qualifiche per determinare la griglia di partenza di Gara 2. Nel weekend di Monaco si usa un format differente, i piloti vengono suddivisi in due gruppi e per la gara partecipano solo 28 vetture delle 33. 
Al vincitore del campionato saranno garantiti 25 punti per la Superlicenza, per approdare in Formula 1.

## Vettura
Sarà la Tatuus F.3 T-318 la vettura con cui i vari team e piloti prenderanno a questa nuova serie. La vettura è costituita da una monoscocca in carbonio composito omologata con l'Halo e spinta da un propulsore Renault di 1.8 litri, oltre 270 cavalli e 380 Nm di coppia. La Pirelli fornirà gli pneumatici, mentre i lubrificanti saranno forniti da Castrol.

## Piloti e squadre
| Team                  | N° | Pilota              | Weekend di gare | Status |
| --------------------- | -- | ------------------- | --------------- | ------ |
| Arden Motorsport      | 8  | William Alatalo     | Tutti           |        |
| Arden Motorsport      | 14 | Nicola Marinangeli  | Tutti           |        |
| Arden Motorsport      | 21 | Alex Quinn          | Tutti           |        |
| ART Grand Prix        | 5  | Patrik Pasma        | 6-10            |        |
| ART Grand Prix        | 23 | Thomas ten Brinke   | 2-5             | R      |
| ART Grand Prix        | 26 | Grégoire Saucy      | Tutti           |        |
| ART Grand Prix        | 46 | Gabriele Minì       | Tutti           | R      |
| G4 Racing             | 7  | Axel Gnos           | Tutti           | R      |
| G4 Racing             | 9  | Callum Hedge        | 10              | R      |
| G4 Racing             | 30 | Mikhael Belov       | 5-10            |        |
| G4 Racing             | 55 | Alessandro Famularo | 2-4             |        |
| G4 Racing             | 72 | Belén García        | 1-2,4-5,8-10    | R F    |
| DR Formula            | 41 | Emidio Pesce        | Tutti           |        |
| DR Formula            | 71 | Brad Benavides      | 1-5             |        |
| FA Racing             | 9  | Alexandre Bardinon  | 1-8             |        |
| FA Racing             | 25 | Alexandre Bardinon  | 9-10            |        |
| FA Racing             | 19 | Andrea Rosso        | Tutti           | R      |
| FA Racing             | 85 | Gabriel Bortoleto   | Tutti           | R      |
| FA Racing             | 89 | Arias Deukmedjian   | 9               | G      |
| JD Motorsport         | 16 | Tommy Smith         | Tutti           | R      |
| JD Motorsport         | 91 | Eduardo Barrichello | Tutti           | R      |
| JD Motorsport         | 33 | Mikhael Belov       | 4               | G      |
| JD Motorsport         | 33 | Ido Cohen           | 6-7, 9-10       |        |
| KIC Motorsport        | 2  | Nico Göhler         | Tutti           | R      |
| KIC Motorsport        | 5  | Patrik Pasma        | 1-5             |        |
| KIC Motorsport        | 11 | Gianluca Petecof    | 7-10            |        |
| KIC Motorsport        | 13 | Jasin Ferati        | 6, 8-10         |        |
| KIC Motorsport        | 58 | Elias Seppänen      | 1-7             | R      |
| Monolite Racing       | 13 | Jasin Ferati        | 1-5             |        |
| Monolite Racing       | 35 | Pietro Delli Guanti | Tutti           | R      |
| Monolite Racing       | 55 | Dexter Patterson    | 6, 10           | R      |
| Monolite Racing       | 99 | José Garfias        | 7-9             | R      |
| MP Motorsport         | 11 | Franco Colapinto    | 2, 4-10         |        |
| MP Motorsport         | 27 | Kas Haverkort       | Tutti           | R      |
| MP Motorsport         | 77 | Dilano van 't Hoff  | 8-10            | G      |
| MP Motorsport         | 96 | Oliver Goethe       | Tutti           | R      |
| Prema Powerteam       | 1  | Paul Aron           | Tutti           |        |
| Prema Powerteam       | 12 | David Vidales       | Tutti           |        |
| Prema Powerteam       | 17 | Dino Beganovic      | Tutti           | R      |
| R-ace GP              | 6  | Isack Hadjar        | Tutti           | R      |
| R-ace GP              | 10 | Hadrien David       | Tutti           |        |
| R-ace GP              | 15 | Lena Bühler         | 2-10            | R F    |
| R-ace GP              | 22 | Zane Maloney        | Tutti           | R      |
| R-ace GP              | 97 | Sami Meguetounif    | 9-10            | G      |
| Van Amersfoort Racing | 51 | Francesco Pizzi     | Tutti           | R      |
| Van Amersfoort Racing | 63 | Lorenzo Fluxá       | Tutti           | R      |
| Van Amersfoort Racing | 64 | Mari Boya           | Tutti           | R      |

## Calendario e risultati
Il 9 dicembre 2020 viene ufficializzato il calendario per la stagione 2021, il 26 gennaio avvengono delle modifiche sulle date delle corse, il 27 marzo viene deciso di anticipare la gara a Imola al 18 aprile in concomitanza con la Formula 1, la gara di Imola non è l'unica in concomitanza con la massima serie, anche le gare di Barcellona e Monaco si svolgeranno nello stesso weekend della Formula 1. Il 2 luglio viene annunciato che la tappa al Nürburgring viene cancellata per colpa delle forti alluvioni che hanno colpito la regione di Eifel. A metà agosto viene deciso che il Circuito di Valencia sostituisce il Nürburgring come ottavo round del campionato.
| Round | Round | Circuito          | Data         | Pole position    | Giro veloce      | Pilota vincitore | Team vincitore  | Rookie vincitore  | Note   |
| ----- | ----- | ----------------- | ------------ | ---------------- | ---------------- | ---------------- | --------------- | ----------------- | ------ |
| 1     | G1    | Imola             | 17 aprile    | David Vidales    | Hadrien David    | David Vidales    | Prema           | Isack Hadjar      | [ 58 ] |
| 1     | G2    | Imola             | 18 aprile    | Grégoire Saucy   | David Vidales    | Grégoire Saucy   | ART Grand Prix  | Gabriele Minì     | [ 60 ] |
| 2     | G1    | Barcellona        | 8 maggio     | Grégoire Saucy   | Grégoire Saucy   | Grégoire Saucy   | ART Grand Prix  | Gabriele Minì     | [ 62 ] |
| 2     | G2    | Barcellona        | 9 maggio     | Grégoire Saucy   | Grégoire Saucy   | Grégoire Saucy   | ART Grand Prix  | Isack Hadjar      | [ 64 ] |
| 3     | G1    | Monaco            | 22 maggio    | Hadrien David    | Isack Hadjar     | Isack Hadjar     | R-ace GP        | Isack Hadjar      | [ 66 ] |
| 3     | G2    | Monaco            | 23 maggio    | Zane Maloney     | Zane Maloney     | Zane Maloney     | R-ace GP        | Isack Hadjar      | [ 67 ] |
| 4     | G1    | Paul Ricard       | 29 maggio    | Grégoire Saucy   | Hadrien David    | Hadrien David    | ART Grand Prix  | Gabriele Minì     | [ 69 ] |
| 4     | G2    | Paul Ricard       | 30 maggio    | Grégoire Saucy   | Mikhael Belov    | Grégoire Saucy   | ART Grand Prix  | Isack Hadjar      | [ 71 ] |
| 5     | G1    | Zandvoort         | 19 giugno    | Grégoire Saucy   | Grégoire Saucy   | Grégoire Saucy   | ART Grand Prix  | Gabriele Minì     | [ 73 ] |
| 5     | G2    | Zandvoort         | 20 giugno    | Grégoire Saucy   | Franco Colapinto | Grégoire Saucy   | ART Grand Prix  | Gabriele Minì     | [ 74 ] |
| 6     | G1    | Spa-Francorchamps | 24 luglio    | Mikhael Belov    | Mikhael Belov    | Mikhael Belov    | G4 Racing       | Dino Beganovic    |        |
| 6     | G2    | Spa-Francorchamps | 25 luglio    | Grégoire Saucy   | Mikhael Belov    | Grégoire Saucy   | ART Grand Prix  | Gabriele Minì     |        |
| 7     | G1    | Red Bull Ring     | 11 settembre | Franco Colapinto | Franco Colapinto | Franco Colapinto | MP Motorsport   | Gabriel Bortoleto | [ 75 ] |
| 7     | G2    | Red Bull Ring     | 12 settembre | Franco Colapinto | Franco Colapinto | Grégoire Saucy   | MP Motorsport   | Gabriel Bortoleto | [ 76 ] |
| 8     | G1    | Valencia          | 25 settembre | Franco Colapinto | Franco Colapinto | Franco Colapinto | MP Motorsport   | Mari Boya         | [ 77 ] |
| 8     | G2    | Valencia          | 26 settembre | Mikhael Belov    | Dino Beganovic   | Mikhael Belov    | G4 Racing       | Isack Hadjar      |        |
| 9     | G1    | Mugello           | 9 Ottobre    | Paul Aron        | Mikhael Belov    | Paul Aron        | Prema Powerteam | Gabriel Bortoleto | [ 78 ] |
| 9     | G2    | Mugello           | 10 ottobre   | Paul Aron        | Paul Aron        | Paul Aron        | Prema Powerteam | Dino Beganovic    |        |
| 10    | G1    | Monza             | 30 Ottobre   | Hadrien David    | Isack Hadjar     | Hadrien David    | R-ace GP        | Isack Hadjar      | [ 79 ] |
| 10    | G2    | Monza             | 31 ottobre   | Dino Beganovic   | Dino Beganovic   | Hadrien David    | R-ace GP        | Isack Hadjar      |        |

### Test
Sul Circuito Paul Ricard avvengono i primi test, ma solo otto team ne partecipano.
Il 26 gennaio vengono definite le date per i test nel 2021, per i test di Imola si iscrivono 12 team e 32 piloti.
| Circuito    | Data       | Pilota più veloce | Team           | Tempo    | Giri |
| ----------- | ---------- | ----------------- | -------------- | -------- | ---- |
| Paul Ricard | 8 dicembre | Isack Hadjar      | M2 Competition | 2’03”381 | 60   |
| Paul Ricard | 9 dicembre | Grégoire Saucy    | ART Grand Prix | 1’57”697 | 73   |
| Imola       | 17 marzo   | Hadrien David     | R-ace GP       | 1'38"523 | 38   |
| Imola       | 18 marzo   | Gabriele Minì     | ART Grand Prix | 1'37"996 | 53   |
| Barcellona  | 25 marzo   | Patrik Pasma      | KIC Motorsport | 1'40"567 | 34   |
| Barcellona  | 26 marzo   | Grégoire Saucy    | ART Grand Prix | 1'40"208 | 39   |
| Paul Ricard | 30 marzo   | Grégoire Saucy    | ART Grand Prix | 1'57"917 | .    |
| Paul Ricard | 31 marzo   | Hadrien David     | R-ace GP       | 1'57"591 | .    |
| Zandvoort   | 17 giugno  | Franco Colapinto  | MP Motorsport  | 1'31"605 | 41   |

## Classifiche

### Sistema di punteggio
Il sistema viene applicato uniformemente a tutte e tre le gare previste per ogni evento.
| Posizione | 1ª | 2ª | 3ª | 4ª | 5ª | 6ª | 7ª | 8ª | 9ª | 10ª |
| Punti     | 25 | 18 | 15 | 12 | 10 | 8  | 6  | 4  | 2  | 1   |

### Classifica piloti
| Pos. | Piloti                  | IMO             | IMO                 | BAR          | BAR         | MON                                             | MON | LEC | LEC | ZAN | ZAN | SPA | SPA | RBR | RBR | VAL | VAL | MUG | MUG | MON | MON | Punti |
| --- | ----------------------- | --------------- | ------------------- | ------------ | ----------- | ----------------------------------------------- | --- | --- | --- | --- | --- | --- | --- | --- | --- | --- | --- | --- | --- | --- | --- | ----- |
| 1 | Grégoire Saucy          | 5               | 1                   | 1            | 1           | 22                                              | Rit | DSQ | 1   | 1   | 1   | 8   | 1   | 5   | 1   | 12  | 3   | 5   | 3   | 4   | 10  | 277   |
| 2 | Hadrien David           | 3               | 4                   | 12           | Rit         | 4                                               | 3   | 1   | 10  | 3   | 12  | 2   | 3   | 2   | Rit | 7   | 6   | 23  | 6   | 1   | 3   | 209   |
| 3 | Paul Aron               | 4               | 2                   | 3            | 4           | 3                                               | Rit | 14  | 26  | 4   | 7   | 18  | 8   | 3   | 13  | 4   | 12  | 1   | 1   | 6   | 2   | 197   |
| 4 | Zane Maloney            | Rit             | 3                   | 9            | 9           | 2                                               | 1   | 4   | 6   | 15  | 8   | 3   | 2   | 9   | 3   | 8   | 8   | 11  | 14  | 3   | 7   | 170   |
| 5 | Isack Hadjar            | 7               | 12                  | 7            | 3           | 1                                               | 2   | 21  | 4   | 6   | 11  | 7   | 9   | 12  | 6   | 9   | 4   | 12  | 13  | 2   | 1   | 166   |
| 6 | Franco Colapinto        | WD              | WD                  | 28†          | Rit         | WD                                              | WD  | 12  | 12  | 5   | 2   | Rit | 6   | 1   | 4   | 1   | 2   | Rit | 5   | 7   | 6   | 140   |
| 7 | Gabriele Minì           | 11              | 6                   | 2            | 5           | 10                                              | 10  | 3   | Rit | 2   | 3   | 6   | 4   | 11  | 12  | 14  | 10  | 9   | Rit | Rit | 5   | 122   |
| 8 | Mikhael Belov           |                 |                     |              |             |                                                 |     | 2   | 2   | 9   | DNS | 1   | 5   | 6   | Rit | 5   | 1   | 2   | 4   | 9   | 8   | 116   |
| 9 | Alex Quinn              | 2               | Rit                 | 4            | 2           | 6                                               | 4   | 6   | 21  | 10  | Rit | 10  | Rit | 4   | 8   | 6   | 15  | 14  | 11  | 13  | 11  | 104   |
| 10 | David Vidales           | 1               | 7                   | Rit          | Rit         | 7                                               | 6   | 11  | 8   | 11  | 14  | Rit | 25  | 13  | 7   | 2   | 5   | 3   | 15  | 10  | Rit | 102   |
| 11 | William Alatalo         | 6               | 5                   | 6            | 7           | 8                                               | 14  | 9   | 3   | 12  | 4   | 9   | 10  | 8   | 15  | 13  | 13  | 4   | 16  | 14  | 9   | 91    |
| 12 | Patrik Pasma            | 13              | 16                  | 10           | 8           | 5                                               | 5   | 5   | 7   | Rit | 22  | 5   | 11  | 17  | 10  | 33  | 22  | 16  | 18  | 16  | Rit | 56    |
| 13 | Dino Beganovic          | 8               | 19                  | 15           | 10          | 17                                              | Rit | 10  | 11  | 8   | 17  | 4   | 14  | 14  | 11  | 10  | Rit | Rit | 2   | 5   | 31† | 53    |
| 14 | Mari Boya               | 10              | 8                   | 5            | 19          | 9                                               | 8   | Rit | 31  | 7   | 9   | 11  | 13  | 10  | 14  | 3   | 7   | Rit | 12  | Rit | 12  | 51    |
| 15 | Gabriel Bortoleto       | 9               | 11                  | 23           | 22          | 23                                              | 21  | 18  | 28  | 17  | 18  | 28  | 12  | 7   | 2   | 11  | 9   | 6   | 8   | 8   | 28  | 44    |
| 16 | Kas Haverkort           | Rit             | 25                  | Rit          | 17          | 14                                              | 11  | 7   | 15  | 18  | 6   | 14  | 18  | 29  | Rit | 15  | 14  | 10  | 7   | 11  | 4   | 35    |
| 17 | Thomas ten Brinke       | WD              | WD                  | 8            | 6           | 16                                              | 7   | 8   | 9   | 19  | 21  |     |     |     |     |     |     |     |     |     |     | 28    |
| 18 | Pietro Delli Guanti     | 16              | Rit                 | 11           | 13          | 11                                              | 13  | 17  | 13  | Rit | 24  | 15  | Rit | 15  | 5   | 16  | 19  | 7   | 9   | 18  | 22  | 18    |
| 19 | Andrea Rosso            | 12              | 20                  | 13           | 11          | 13                                              | 9   | 13  | 5   | DNS | 16  | 17  | 21  | 18  | 29  | 26  | 17  | 17  | Rit | Rit | 26  | 14    |
| 20 | Francesco Pizzi         | 18              | 17                  | 21           | 15          | 15                                              | 12  | 20  | 32† | 13  | 5   | 13  | 16  | 22  | 9   | 18  | 16  | 18  | 17  | 12  | 16  | 12    |
| 21 | Dexter Patterson        |                 |                     |              |             |                                                 |     |     |     |     |     | 19  | 7   |     |     |     |     |     |     | WD  | WD  | 6     |
| 22 | Gianluca Petecof        |                 |                     |              |             |                                                 |     |     |     |     |     |     |     | Rit | 28  | 22  | 11  | 8   | 10  | 21  | 14  | 5     |
| 23 | Oliver Goethe           | 14              | 9                   | 17           | 16          | 18                                              | 17  | 16  | 16  | 14  | 10  | 24  | 17  | 16  | 18  | 23  | 29  | 15  | 29  | 26  | 27  | 3     |
| 24 | Elias Seppänen          | 15              | 10                  | 18           | Rit         | 12                                              | 15  | 15  | 14  | 16  | 13  | 16  | 19  | 23  | 17  |     |     |     |     |     |     | 1     |
| 25 | Lorenzo Fluxá           | 19              | 13                  | 14           | 20          | DNS                                             | Rit | Rit | 19  | 20  | 15  | 12  | 20  | 19  | 16  | 19  | 23  | 19  | 24  | 23  | 19  | 0     |
| 26 | Brad Benavides          | Rit             | 14                  | 16           | 12          | 24                                              | Rit | 28  | 20  | 21  | 20  |     |     |     |     |     |     |     |     |     |     | 0     |
| 27 | Ido Cohen               |                 |                     |              |             |                                                 |     |     |     |     |     | 21  | 15  | 25  | 19  |     |     | 13  | Rit | 25  | Rit | 0     |
| 28 | Axel Gnos               | 17              | 15                  | 20           | 14          | 19                                              | DNQ | Rit | 25  | 28  | 25  | 20  | 23  | 27  | 24  | 27  | 20  | 26  | 19  | 29  | 21  | 0     |
| 29 | Eduardo Barrichello     | 20              | 23                  | DNS          | 23          | NC                                              | 16  | 19  | 29  | 23  | 19  | 25  | 22  | 24  | 25  | 17  | 26  | 21  | 22  | 31  | 17  | 0     |
| 30 | Nicola Marinangeli      | Rit             | 18                  | Rit          | 21          | Rit                                             | Rit | 25  | Rit | 27  | 28  | 26  | Rit | 20  | 21  | 31  | 18  | 30  | 28  | 17  | Rit | 0     |
| 31 | Tommy Smith             | Rit             | 21                  | 22           | 25          | DNQ                                             | Rit | 23  | 17  | Rit | 29  | 22  | Rit | Rit | 27  | 21  | 21  | 24  | 27  | 28  | 18  | 0     |
| 32 | Alessandro Famularo     |                 |                     | Rit          | 18          | 21                                              | DNQ | Rit | 18  |     |     |     |     |     |     |     |     |     |     |     |     | 0     |
| 33 | Alexandre Bardinon      | 24              | Rit                 | 26           | 26          | DNQ                                             | 18  | 26  | 23  | 26  | 27  | Rit | Rit | 30† | Rit | Rit | 28  | 28  | 31  | 20  | 29  | 0     |
| 34 | Nico Göhler             | 21              | Rit                 | 24           | 28          | DNQ                                             | 19  | 27  | 27  | 22  | 26  | 23  | 24  | 26  | 22  | 28  | 24  | Rit | 26  | 19  | 24  | 0     |
| 35 | Jasin Ferati            | 22              | Rit                 | 19           | Rit         | Rit                                             | DNQ | 22  | Rit | WD  | WD  | Rit | Rit |     |     | 32  | 31  | Rit | 30  |     |     | 0     |
| 36 | José Garfias            |                 |                     |              |             |                                                 |     |     |     |     |     |     |     | 28  | 20  | 24  | Rit | 20  | 23  |     |     | 0     |
| 37 | Emidio Pesce            | NC              | 24                  | Rit          | 24          | DNQ                                             | 20  | 24  | 22  | 25  | 23  | Rit | 26  | 21  | 23  | 25  | 30  | Rit | 25  | 27  | 25  | 0     |
| 38 | Léna Bühler             |                 |                     | 25           | 27          | 20                                              | DNQ | 29  | 30  | 24  | 30  | 27  | 27  | Rit | 26  | 30  | 25  | 29  | 32  | 30  | 23  | 0     |
| 39 | Belén García            | 23              | 22                  | 27           | 29          |                                                 |     | 30  | 24  |     |     |     |     |     |     | 29  | 27  |     |     |     |     | 0     |
| Piloti ospiti, non idonei ai punti |                         |                 |                     |              |             |                                                 |     |     |     |     |     |     |     |     |     |     |     |     |     |     |     |       |
| — | Sami Meguetounif        |                 |                     |              |             |                                                 |     |     |     |     |     |     |     |     |     |     |     | 22  | 20  | 15  | 13  | —     |
| — | Dilano van 't Hoff      |                 |                     |              |             |                                                 |     |     |     |     |     |     |     |     |     | 20  | Rit | 25  | 21  | 24  | 15  | —     |
| — | Callum Hedge            |                 |                     |              |             |                                                 |     |     |     |     |     |     |     |     |     |     |     |     |     | 22  | 20  | —     |
| — | Arias Deukmedjian       |                 |                     |              |             |                                                 |     |     |     |     |     |     |     |     |     |     |     | 27  | 33  |     |     | —     |
| — | Konsta Lappalainen      |                 |                     |              |             |                                                 |     |     |     |     |     |     |     |     |     |     |     |     |     | Rit | 30  | —     |
| Pos. | Pilota                  | IMO             | IMO                 | BAR          | BAR         | MON                                             | MON | LEC | LEC | ZAN | ZAN | SPA | SPA | RBR | RBR | VAL | VAL | MUG | MUG | MON | MON | Punti |
| \| Legenda \| 1º posto \| 2º posto \| 3º posto \| A punti \| Senza punti \| Grassetto=Pole position Corsivo=Giro più veloce \| \| Legenda \| Solo prove/Terzo pilota \| Non qualificato \| Ritirato/Non class. \| Squalificato \| Non partito \| Grassetto=Pole position Corsivo=Giro più veloce \| |                         |                 |                     |              |             |                                                 |     |     |     |     |     |     |     |     |     |     |     |     |     |     |     |       |
| Legenda | 1º posto                | 2º posto        | 3º posto            | A punti      | Senza punti | Grassetto=Pole position Corsivo=Giro più veloce |     |     |     |     |     |     |     |     |     |     |     |     |     |     |     |       |
| Legenda | Solo prove/Terzo pilota | Non qualificato | Ritirato/Non class. | Squalificato | Non partito | Grassetto=Pole position Corsivo=Giro più veloce |     |     |     |     |     |     |     |     |     |     |     |     |     |     |     |       |

| Legenda | 1º posto                | 2º posto        | 3º posto            | A punti      | Senza punti | Grassetto=Pole position Corsivo=Giro più veloce |
| Legenda | Solo prove/Terzo pilota | Non qualificato | Ritirato/Non class. | Squalificato | Non partito | Grassetto=Pole position Corsivo=Giro più veloce |

### Classifica squadre
Per le squadre con in più di due vetture, sono idonee a segnare punti per la classifica squadre solo le due vetture meglio posizionate.
| Pos. | Squadra                 | IMO             | IMO                 | BAR          | BAR         | MON                                             | MON | LEC | LEC | ZAN | ZAN | SPA | SPA | RBR | RBR | VAL | VAL | MUG | MUG | MON | MON | Punti |
| --- | ----------------------- | --------------- | ------------------- | ------------ | ----------- | ----------------------------------------------- | --- | --- | --- | --- | --- | --- | --- | --- | --- | --- | --- | --- | --- | --- | --- | ----- |
| 1 | R-ace GP                | 3               | 3                   | 7            | 3           | 1                                               | 1   | 1   | 4   | 3   | 8   | 2   | 2   | 2   | 3   | 7   | 4   | 11  | 6   | 1   | 1   | 481   |
| 1 | R-ace GP                | 7               | 4                   | 9            | 9           | 2                                               | 2   | 4   | 6   | 6   | 11  | 3   | 3   | 9   | 6   | 8   | 6   | 12  | 13  | 2   | 3   | 481   |
| 2 | ART Grand Prix          | 5               | 1                   | 1            | 1           | 10                                              | 7   | 3   | 1   | 1   | 1   | 5   | 1   | 5   | 1   | 12  | 3   | 5   | 3   | 4   | 5   | 422   |
| 2 | ART Grand Prix          | 11              | 6                   | 2            | 5           | 16                                              | 10  | 8   | 9   | 2   | 3   | 6   | 4   | 11  | 10  | 14  | 10  | 9   | 18  | 16  | 10  | 422   |
| 3 | Prema Powerteam         | 1               | 2                   | 3            | 4           | 3                                               | 6   | 10  | 8   | 4   | 7   | 4   | 8   | 3   | 7   | 2   | 5   | 1   | 1   | 5   | 2   | 346   |
| 3 | Prema Powerteam         | 4               | 7                   | 15           | 10          | 7                                               | Rit | 11  | 11  | 8   | 14  | 18  | 14  | 13  | 11  | 4   | 12  | 3   | 2   | 6   | Rit | 346   |
| 4 | Arden Motorsport        | 2               | 5                   | 4            | 2           | 6                                               | 4   | 6   | 3   | 6   | 4   | 9   | 10  | 4   | 8   | 6   | 13  | 4   | 11  | 13  | 9   | 195   |
| 4 | Arden Motorsport        | 6               | 18                  | 6            | 7           | 8                                               | 14  | 9   | 21  | 12  | 28  | 10  | Rit | 8   | 15  | 13  | 15  | 14  | 16  | 14  | 11  | 195   |
| 5 | MP Motorsport           | 14              | 9                   | 17           | 16          | 14                                              | 11  | 7   | 12  | 5   | 2   | 14  | 6   | 1   | 4   | 1   | 2   | 10  | 5   | 7   | 4   | 177   |
| 5 | MP Motorsport           | Rit             | 25                  | 28†          | 17          | 18                                              | 17  | 12  | 15  | 14  | 6   | 24  | 17  | 16  | 18  | 15  | 14  | 15  | 7   | 11  | 6   | 177   |
| 6 | G4 Racing               | 17              | 15                  | 20           | 14          | 19                                              | DNQ | 30  | 18  | 9   | 25  | 1   | 5   | 6   | 24  | 5   | 1   | 2   | 4   | 9   | 8   | 116   |
| 6 | G4 Racing               | 23              | 22                  | 27           | 18          | 21                                              | DNQ | Rit | 24  | 28  | DNS | 20  | 23  | 27  | Rit | 27  | 20  | 26  | 19  | 22  | 20  | 116   |
| 7 | Van Amersfoort Racing   | 10              | 8                   | 5            | 15          | 9                                               | 8   | 20  | 19  | 7   | 5   | 11  | 13  | 10  | 9   | 3   | 7   | 18  | 12  | 12  | 12  | 63    |
| 7 | Van Amersfoort Racing   | 18              | 13                  | 14           | 19          | 15                                              | 12  | Rit | 31  | 13  | 9   | 12  | 16  | 19  | 14  | 18  | 16  | 19  | 17  | 23  | 16  | 63    |
| 8 | FA Racing by MP         | 9               | 11                  | 13           | 11          | 13                                              | 9   | 13  | 5   | 17  | 16  | 17  | 12  | 7   | 2   | 11  | 9   | 6   | 8   | 8   | 26  | 58    |
| 8 | FA Racing by MP         | 12              | 20                  | 23           | 22          | 23                                              | 18  | 18  | 23  | 26  | 18  | 28  | 21  | 18  | 29  | 26  | 17  | 17  | 31  | 20  | 28  | 58    |
| 9 | KIC Motorsport          | 13              | 10                  | 10           | 8           | 5                                               | 5   | 5   | 7   | 16  | 13  | 16  | 19  | 23  | 17  | 22  | 11  | 8   | 10  | 19  | 14  | 51    |
| 9 | KIC Motorsport          | 15              | 16                  | 18           | 28          | 12                                              | 15  | 15  | 14  | 22  | 22  | 23  | 24  | 26  | 22  | 28  | 24  | Rit | 26  | 21  | 24  | 51    |
| 10 | Monolite Racing         | 16              | Rit                 | 11           | 13          | 11                                              | 13  | 17  | 13  | Rit | 24  | 15  | 7   | 15  | 5   | 16  | 19  | 7   | 9   | 18  | 22  | 24    |
| 10 | Monolite Racing         | 22              | Rit                 | 19           | Rit         | Rit                                             | DNQ | 22  | Rit | WD  | WD  | 19  | Rit | 28  | 20  | 24  | Rit | 20  | 23  | WD  | WD  | 24    |
| 11 | JD Motorsport           | 20              | 21                  | 22           | 23          | NC                                              | 16  | 19  | 17  | 23  | 19  | 21  | 15  | 24  | 19  | 17  | 21  | 13  | 22  | 25  | 17  | 0     |
| 11 | JD Motorsport           | Rit             | 23                  | DNS          | 25          | DNQ                                             | Rit | 23  | 29  | Rit | 29  | 22  | 22  | 25  | 25  | 21  | 26  | 21  | 27  | 28  | 18  | 0     |
| 12 | DR Formula              | NC              | 14                  | 16           | 12          | 24                                              | 20  | 24  | 20  | 21  | 20  | 26  | 26  | 21  | 23  | 25  | 30  | Rit | 25  | 27  | 25  | 0     |
| 12 | DR Formula              | Rit             | 24                  | Rit          | 24          | DNQ                                             | Rit | 28  | 22  | 25  | 23  |     |     |     |     |     |     |     |     |     |     | 0     |
| Pos. | Squadra                 | IMO             | IMO                 | BAR          | BAR         | MON                                             | MON | LEC | LEC | ZAN | ZAN | SPA | SPA | RBR | RBR | VAL | VAL | MUG | MUG | MON | MON | Punti |
| \| Legenda \| 1º posto \| 2º posto \| 3º posto \| A punti \| Senza punti \| Grassetto=Pole position Corsivo=Giro più veloce \| \| Legenda \| Solo prove/Terzo pilota \| Non qualificato \| Ritirato/Non class. \| Squalificato \| Non partito \| Grassetto=Pole position Corsivo=Giro più veloce \| |                         |                 |                     |              |             |                                                 |     |     |     |     |     |     |     |     |     |     |     |     |     |     |     |       |
| Legenda | 1º posto                | 2º posto        | 3º posto            | A punti      | Senza punti | Grassetto=Pole position Corsivo=Giro più veloce |     |     |     |     |     |     |     |     |     |     |     |     |     |     |     |       |
| Legenda | Solo prove/Terzo pilota | Non qualificato | Ritirato/Non class. | Squalificato | Non partito | Grassetto=Pole position Corsivo=Giro più veloce |     |     |     |     |     |     |     |     |     |     |     |     |     |     |     |       |